# П-3
П-3 (Кодове ім'я НАТО англ. Dumbo) — один з перших УКХ радарів, розроблених в колишньому СРСР.

## Історія
«П-3» був одним із перших двокоординатних радарів раннього попередження та наземного контролю, розроблених у колишньому Радянському Союзі. Розробка радара була розпочата Всеросійським науково-дослідний інститут радіотехніки в 1943 році як заміна попередніх радіолокаційних станцій, які використовувалися під час Другої світової війни. Радар повинен був виявляти літаки на відстані не менше 130 кілометрів, охоплювати 360 градусів за азимутом і 4-18 градусів по висоті. Час відгуку був передбачений не більше 25 секунд, і радар повинен був мати точність в межах 650 метрів по дальності та в межах 700 метрів по висоті, а також працювати в УКХ-діапазоні. Розробники змогли задовольнити вказані вимоги щодо характеристик РЛС, це було підтверджено під час випробувань у 1945 році перед надходженням дослідної серії на озброєння військ ППО СРСР.
Після розробки та випробувань, РЛС була передана Нижньогородському науково-дослідному інституту радіотехніки для серійного виробництва.
До кінця 1947 року радар був введений в експлуатацію.

## Опис

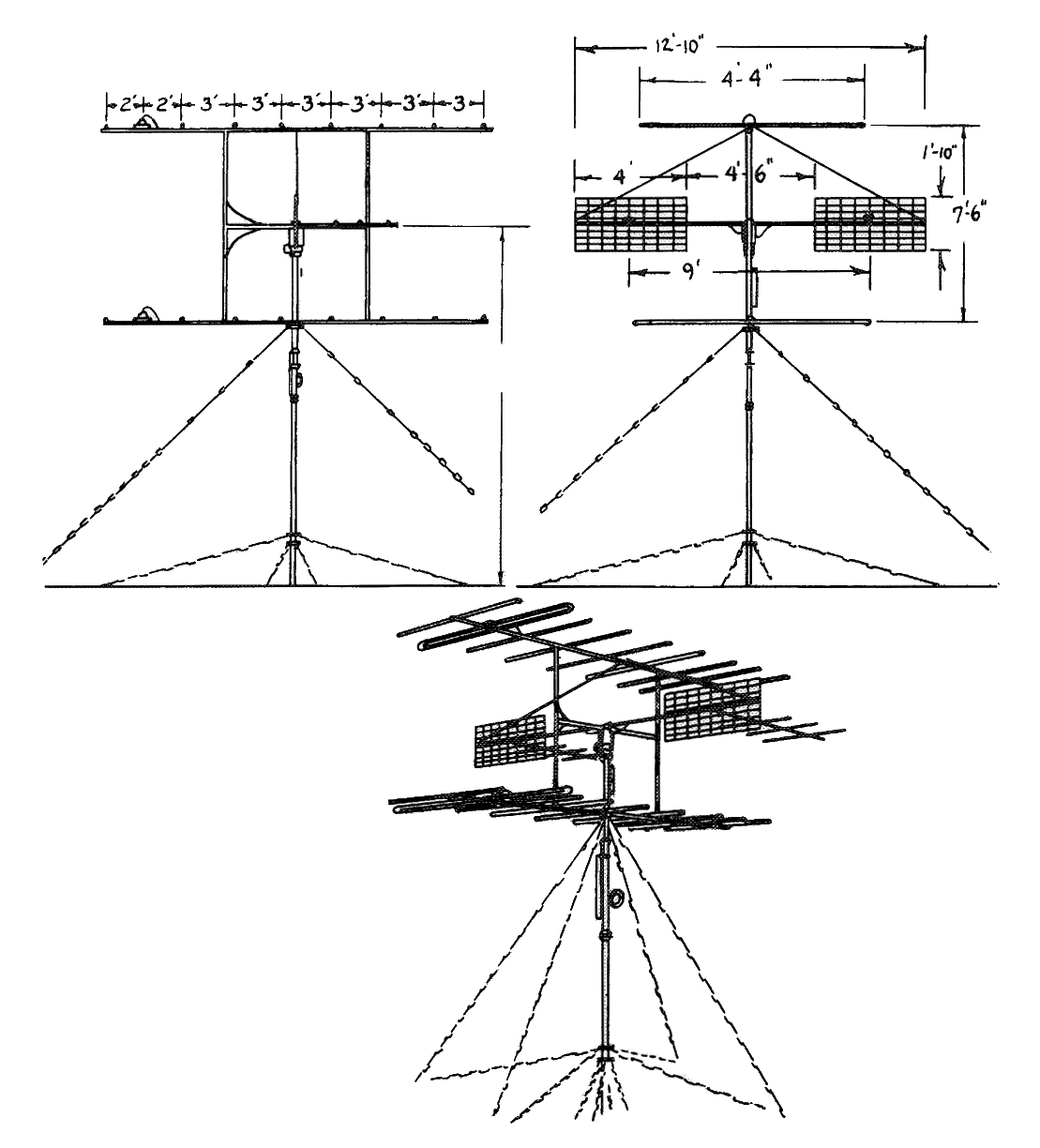
Антени типу «хвильовий канал» на щоглі РЛС П-3

П-3 випускався у двох варіантах П-3А (стаціонарний) і П-3М (мобільний) з передавачем і приймачем, встановленими на окремих вантажівках. Обидва варіанти працювали схожим чином, використовуючи дві встановлені на щоглі антени (передавач і приймач), що складалися з антен типу «хвильовий канал», встановлених одна над одною. Радар використовував простий дисплей дальності «A-scope», схожий з осцилографом. Традиційний екран кругового огляду з'явився лише через кілька років у наступній моделі П-8. Азимут сканувався рухомою антеною приймача. А висота цілі визначалась за допомогою гоніометра, що вимірював різницю фаз між верхньою та нижньою антеною. Різниця використовувалася для розрахунку кута місця, який потім можна було використати для визначення висоти цілі, коли дальність була відома. Передавач П-3 мав максимальну вихідну потужність до 100 кВт і тривалість імпульсу 10-15 мкс.

## Оператори
П-3 експлуатувався в Радянському Союзі з 1947 року, давно застарів і виведений з експлуатації, замінений більш досконалими моделями, які надійшли на озброєння після П-3, такими як радар П-8.

## П-3А
Першою повоєнною РЛС дальнього виявлення літаків метрового діапазону стала станція П-ЗА, модернізована 1946 року в конструктивно-технологічному відношенні та розміщену на двох автомашинах РЛС П-3. Після проведення державних випробувань в 1947 РЛС П-ЗА була прийнята на озброєння і поставлена на серійне виробництво разом із раніше випущеними. Серійне виробництво П-3А було налагоджено з 1948 року на заводі НІТЕЛ. Саме модифікація П-3А була взята за основу для розробки наступної моделі РЛС — П-8
П-3А був першим радіолокатором, розробленим конструкторським бюро державного заводу № 197 імені Леніна, попередником нинішнього Нижньогородського науково-дослідного радіотехнічного інституту.